# 达蒂亚
达蒂亚（Datia），是印度中央邦Datia县的一个城镇。总人口82742（2001年）。

## 人口
该地2001年总人口82742人，其中男性43961人，女性38781人；0—6岁人口12205人，其中男6453人，女5752人；识字率68.31%，其中男性为75.34%，女性为60.34%。